# Rósxino (Saràtov)
|  | Per a altres significats, vegeu «Rósxino». |

Rósxino (en rus: Рощино) és un poble de l'óblast de Saràtov, a Rússia, segons el cens del 2010 tenia 18 habitants. Pertany al districte municipal de Volsk.